# Андрианов, Валерий Сергеевич
Валерий Сергеевич Андрианов (17.11.1930 — 17.04.1999) — российский строитель, начальник ПО «Энергоспецмонтаж» (1986—1993).

## Биография
Родился 17 ноября 1930 г. в г. Орехово-Зуево.
Окончил Московский инженерно-строительный институт им. В. В. Куйбышева (1953). До 1965 г. работал в г. Томск-7 на предприятии п/я 2 (монтажный трест): старший мастер мехбазы, инженер-технолог, гл. инженер района, с ноября 1960 г. главный инженер предприятия.
С августа 1965 по февраль 1966 г. зам. главного инженера научно-исследовательского и конструкторского института монтажной технологии «Минсредмаша» (Москва).
С 07.02.1966 в тресте (с 30.03.1982 г. производственное объединение) «Энергоспецмонтаж»: главный инженер, с 1986 г. начальник ПО.
В 1986-1987 гг. один из руководителей ликвидации последствий аварии на Чернобыльской АЭС.
С 24.03.1993 г. вице-президент АО «Спецатоммонтаж».
Лауреат премии Совета Министров СССР — за создание проекта и строительство Ленинградской атомной электростанции.
Награждён двумя орденами Ленина, орденами Трудового Красного Знамени и Октябрьской Революции, орденом «За заслуги перед Отечеством» IV степени (1995).